# Otto Digeon von Monteton
Otto Digeon von Monteton, vollständig Ludwig Wilhelm Otto Digeon von Monteton (* 22. Januar 1822 in Magdeburg; † 23. September 1913 in Salzwedel) war ein deutscher Offizier, Gutsbesitzer und Autor.

## Leben
Otto Digeon von Monteton entstammte einer hugenottischen Familie. Seine direkten Vorfahren gehen auf ein von 1464 bis 1481 mehrfach erwähntes französisches Adelsgeschlecht Dijon de Monteton zurück. Henri Digeon Baron de Monteton, Seigneur de Passac, verließ 1700 seine südfranzösische Heimat und kam nach Preußen, wo er das Rittergut Priort nördlich von Potsdam ankaufte und 1745 Oberst wurde.
Er war ein Sohn des Rittmeisters Wilhelm Ernst Arnold Digeon von Monteton (1788–1844) und dessen Frau Luise, geb.von Schurff (1794–1822). Friedrich Digeon von Monteton war sein Onkel. Ab 1834 war er im Kadettenkorps in Potsdam, ab 1836 in Berlin. 1840 trat er als Sekondeleutnant in das Magdeburgische Husaren-Regiment Nr. 10 ein. 1856 nahm er seinen Abschied, wurde jedoch 1859, 1866 und 1870/71 reaktiviert. 1870 erhielt er die Beförderung zum Rittmeister. Er erwarb das Gut Alt Bertkow, das er nach 19 Jahren wieder verkaufte. Seit 1881 lebte er hauptsächlich in Berlin, zuletzt in der Yorckstraße 14. Sieben Jahre lang war er Präsident im Berliner Klub Hohenzollern.
Am 26. Oktober 1847 heiratete er Leopoldine Armgard, geb. von Krosigk (* 23. Mai 1823 in Rathmannsdorf (Staßfurt); † 4. August 1875), Tochter von Adolf von Krosigk und Schwester von Erich von Krosigk. Das Paar hatte fünf Kinder: Adolph (* 1851), Wilhelm (1853–1931), Lisette (1856–1889), Anton (1860–1937) und Armgard (* 1863). Albrecht Digeon von Monteton war sein Enkel.
Otto Digeon von Monteton war ein sehr produktiver Schriftsteller. In Romanen und Sachbüchern befasste er sich mit Themen aus Politik, Geschichte und Reitkunst, geleitet von einem konservativ-romantischen Weltbild. So beklagte er in seiner Reitkunst den von ihm als Anglomanie bezeichneten Einfluss der britischen Reitweise.

## Auszeichnungen
- Eisernes Kreuz, 2. Klasse (1870)
- Roter Adlerorden, 3. Klasse (1913)
- Kriegsdenkmünze für die Feldzüge 1870–71 (Deutsches Reich)

## Werke
- Sänger und Ritter. 1853
- Santa Margherita. Zeitgemälde der österreichisch-italienischen Kämpfe unter Radetzky. 2 Bde., 1854
- Der Obergespan von Csongrad. Ein Roman aus der Revolutionsgeschichte Ungarns in den Jahren 1848–1849.  2 Bde., 1855
- Populäre Vorlesungen über Reiterei: Zur Unterhaltung und zum Selbstunterricht. Magdeburg und Leipzig: Gebr. Baensch 1857
- Betrachtungen über die Katastrophe von 1866. 1867
- Kaufmann und Aristokrat. 2 Bde., 1869
- Drei Meilen hinter der Armee. 1872
- Über die Reitkunst. 2 Teile, Stendal: Franzen und Große 1877 und 1879; Nachdruck in einem Band Olms, Hildesheim 1995 ISBN 3-487-08346-9
- Georg Ramstedt. 1886
- Carmagnuola. 1889
- Sportplaudereien. 1891
- Über die Familie Digeon von Monteton. Vaterländische Verlags-Anstalt, Berlin 1892 Digitalisat
- Cherchez la femme. 1898
- Im Lehnstuhl vom Sattel. o. J.
- Sonst und jetzt.